# Chantal Lauby

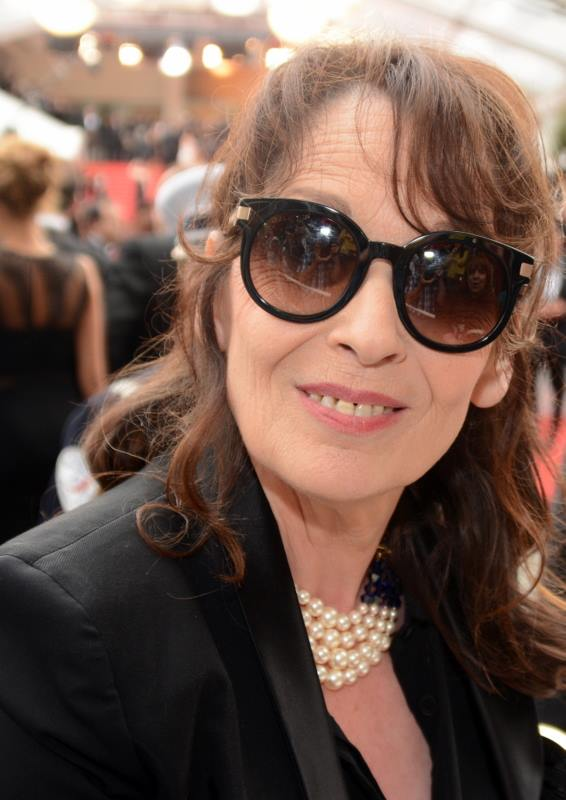
Chantal Lauby, Cannes 2014

Chantal Lauby (* 23. März 1948 in Gap) ist eine französische TV-Moderatorin, Comedian, Schauspielerin, Regisseurin und Drehbuchautorin. Sie war Mitbegründerin und Mitglied der Comedy-Gruppe Les Nuls.

## Leben
Chantal Lauby wurde in Gap geboren und verbrachte ihre Kindheit in der Auvergne. Sie begann ihre Karriere als Fernsehansagerin auf dem öffentlich-rechtlichen TV-Sender FR3 Auvergne. Ihre Arbeit führte sie an die Côte d’Azur, wo sie Bruno Carette kennenlernte.
Ende der 1980er Jahre gründete sie zusammen mit Bruno Carette, Alain Chabat und Dominique Farrugia die Comedy-Gruppe Les Nuls. Die Gruppe wurde mit ihren Fernsehsendungen Objectif : Nul und Le JTN (le Journal télévisé Nul) auf dem französischen Pay-TV-Sender Canal+ bekannt. Von Oktober 1990 bis März 1992 spielte die Gruppe in der Fernsehsendung Les Nuls L'émission, einer Sendung im Stil von Saturday Night Live.
Nachdem sich die Gruppe aufgelöst hatte und jedes Mitglied separate Karrieren verfolgte, übernahm Chantal Lauby als Schauspielerin erste TV-Rollen, ab 2000 auch vermehrt Rollen in Kinofilmen. 2001 spielte sie eine kleine Rolle in dem Film Asterix & Obelix: Mission Kleopatra von Alain Chabat.
2014 wurde sie einem größeren deutschsprachigen Publikum durch die Rolle der Marie Verneuil in der französischen Filmkomödie Monsieur Claude und seine Töchter von Philippe de Chauveron bekannt. Hier spielt sie die Ehegattin von Claude Verneuil (gespielt von Christian Clavier), die stolze Eltern von vier erwachsenen Töchtern sind, die zum Leidwesen der Eltern Schwiegersöhne mit Migrationshintergrund heiraten. Der Film hatte allein in Frankreich über elf Millionen Kinobesucher und gehört damit zu den erfolgreichsten Filmen in Frankreich.
Lauby ist die Mutter von Jennifer Ayache (* 1983), Sängerin der französischen Rock-Band Superbus.

## Filmografie (Auswahl)

### Schauspielerin
- 1994: La Cité de la peur
- 1996: Delphine 1, Yvan 0
- 1996: Baby Deal (XY)
- 1997: Didier
- 1999: Meilleur Espoir féminin
- 2000: Antilles sur Seine
- 2002: Asterix & Obelix: Mission Kleopatra (Astérix et Obélix: Mission Cléopâtre)
- 2002: Laisse tes mains sur mes hanches
- 2003: Casablanca Driver
- 2003: Les clefs de bagnole (Les clefs de bagnole)
- 2006: Toi et moi
- 2006: Comme tout le monde
- 2008: Vilaine
- 2009: Bancs publics (Versailles Rive-Droite)
- 2010: Le Thanato
- 2011: Toi, moi, les autres
- 2012: Auf den Spuren des Marsupilami (Sur la piste du Marsupilami)
- 2013: Portugal, mon amour (La Cage dorée)
- 2013: Grand Départ
- 2013: Prêt à tout
- 2014: Monsieur Claude und seine Töchter (Qu'est-ce qu'on a fait au Bon Dieu ?)
- 2014: Zu Ende ist alles erst am Schluss (Les Souvenirs)
- 2015: C’est le métier qui rentre
- 2015: Vicky Banjo
- 2015: La Dream Team
- 2017: Hochzeit ohne Plan (Jour J)
- 2017: Doctor Knock – Ein Arzt mit gewissen Nebenwirkungen
- 2018: Familienfoto (Photo de famille)
- 2019: Monsieur Claude 2 (Qu’est-ce qu’on a encore fait au Bon Dieu?)
- 2019: Ein Doktor auf Bestellung (Docteur?)
- 2020: Madame Corthis und der Tanz ins Glück (Sol)
- 2021: Monsieur Claude und sein großes Fest (Qu’est-ce qu’on a tous fait au Bon Dieu?)
- 2024: Die Kinder sind Könige (Les enfants sont rois)
- 2024: Das große Los (À l’ancienne)

### Regisseurin
- 2000: Kitchendales
- 2002: Laisse tes mains sur mes hanches

### Drehbuchautorin
- 1994: La Cité de la peur
- 2000: Kitchendales
- 2002: Laisse tes mains sur mes hanches
- 2011: Les Tuche